# El poder de la cruz (película)
Do You Believe? (El poder de la cruz en Latinoamérica y España) es una película estadounidense del año 2015 dirigida por Jonathan M. Gunn y protagonizada por Mira Sorvino y Sean Astin.
La película relata la vida de doce personas que viven en la misma ciudad, todos buscan la forma de superarse y salir de los conflictos que los atormentan. Esto podrá cambiar al conocer la fe cristiana y seguir un camino nuevo con dirección a Dios aunque no todos están dispuestos a creer en Él.

## Sinopsis
Relata la historia de 12 personas, cada una viviendo sus propias circunstancias pero todas con el anhelo de encontrar algo más. La historia comienza cuando un pastor local queda profundamente preocupado con su manera de vivir la vida cristiana cuando un predicador de la calle le desafía a vivir realmente su fe. Es entonces cuando decide retarse personalmente y a su congregación a contestar la pregunta: "¿Crees en el poder de la cruz de Jesús?" A partir de ahí la vida de los personajes se entremezclan: una madre sin trabajo que intenta cuidar a su hija, una joven adolescente embarazada que vive en la calle, un soldado que trata de reinsertarse en la sociedad, una pareja de ancianos que aún lloran la muerte de su hija, una enfermera que no comparte la fe radical de su esposo que puede llevarle a perder su trabajo, un ladrón que intenta rehacer su vida, ... todos deben trabajar juntos para superar sus luchas antes de que todo esté perdido.

## Reparto
- Mira Sorvino como Samantha
- Sean Astin como Dr. Farrel
- Cybill Shepherd como Teri
- Delroy Lindo como Malachi
- Lee Majors como J.D.
- Alexa Vega como Lacey
- Ted McGinley como Matthew;
- Brian Bosworth como Joe
- Andrea Logan White como Andrea
- Joseph Julian Soria como Carlos
- Madison Pettis como Maggie
- Valerie Domínguez como Elena
- Tracy Melchor como Grace
- Lian Matthews como Bobby
- Shwayze como Pretty Boy
- Senyo Amoaku como Kriminal
- Makenzie Moss como Lily
- Mavrick Von Haug como Nefarius
- Delpaneaux Wills como 40 Oz.

## Estrenos
“El poder de la cruz” es una producción de Pure Flix. La distribución en las salas de América Latina y el Caribe estará a cargo de CanZion Films, con estreno en las siguientes fechas:
- Argentina, marzo de 2015
- Bolivia, marzo de 2015
- Chile, marzo de 2015
- Colombia, 19 de marzo de 2015
- Costa Rica, 19 de marzo de 2015
- Ecuador, 27 de marzo de 2015
- Estados Unidos, 20 de marzo de 2015
- El Salvador, 19 de marzo de 2015
- Guatemala, 19 de marzo de 2015
- Honduras, 19 de marzo de 2015
- México, 19 de marzo de 2015
- Nicaragua, 19 de marzo de 2015
- Panamá, 19 de marzo de 2015
- Paraguay, 20 de marzo de 2015
- Perú, 26 de marzo de 2015
- Puerto Rico, 19 de marzo de 2015
- República Dominicana, 26 de marzo de 2015

## Opiniones
"El Poder de la Cruz" es una "celebración de la gracia" y un importante recordatorio de cómo debemos amar y cuidar a nuestros vecinos. Es una representación de la vida real de cómo los creyentes y no creyentes interactúan en la vida cotidiana bajo el contexto bíblico sutil de cómo nosotros, como cristianos, debemos actuar respecto a los demás y respecto a un mundo que nos está mirando.
—Mateo Panos, director general de Desarrollo, Feed the Children.

Disfrutamos mucho de la película "El Poder de la Cruz" y sabemos que usted también lo hará. Es una gran historia, con un gran mensaje y grandes lecciones para todos nosotros.
—Josh Griffin, Pastor de Preparatoria, Saddleback Church, Co-founder, Download Youth Ministry.

"El Poder de la Cruz" es una película que hay que ver. Está llena de grandes verdades sobre el poder del amor y la importancia de no renunciar a aquellos que parecen estar demasiado lejos de ayudar o salvar. En Feed the Children estamos a favor de no darnos por vencidos, no importa lo desalentador que sea el problema del hambre infantil. Podemos ver día a día cómo una persona, con la ayuda de Dios, puede cambiar para siempre el futuro y la vida de otras personas. Esta película retrata muy bien este poder dentro de cada uno de nosotros. ¡Todo el mundo debería verla! Esto puede prender su pasión por cambiar el mundo.
—Kevin Hagan, Presidente y CEO de Feed the Children.

“La fe a medias jamás ha funcionado . Pero es tan fácil elegir . El Poder de la Cruz nos ayuda a ver lo que realmente deseamos… el anhelo de poder estar todos unidos en Cristo”.
—Dr. Robert Lewis , fundador de Men’s Fraternity; autor del best-seller Raising a Modern-Day Knight

"Una película poderosa para toda la familia acerca de cómo se teje la matriz de Dios para llevarnos todos juntos al Cuerpo de Cristo. "
—David Akers , NFL Pro Bowl Kicker

“El Poder de la Cruz Es una herramienta increíble para llegar a la gente dentro y fuera de nuestras iglesias. La gente va a verse a sí mismos en los diferentes personajes de esta película. Mi esperanza y oración es que cada iglesia pueda utilizar “El Poder de la Cruz” como herramienta para maximizar el impacto en nuestras comunidades ".
—Sol Arledge , Chief Operating Officer de General Council of the Assemblies of God

"En la nueva película El Poder de la Cruz, vemos cómo Dios teje su historia a través de nuestras vidas. Potente, entretenida, apasionante … El Poder de la Cruz Es una herramienta increíble que cada iglesia puede utilizar para llegar a la gente dentro y fuera de nuestras paredes."
—Dr. George O. Wood , Superintendente General en el General Council of the Assemblies of God
"Interesante película. Nos invita a la reflexión en cuanto a la fe y la manera de vivir de los creyentes. Compártanla con sus congregaciones. Será de edificación" - Luis Sivira, Pastor del Centro Evangalístico Barquisimeto, Venezuela